# 서식지 단편화
서식지 단편화 또는 생식지 단편화(habitat fragmentation)는 유기체가 선호하는 환경(서식지)에서 불연속성(단편화)이 발생하여 개체군 단편화 및 생태계 붕괴를 초래하는 것을 말한다. 서식지 단편화의 원인에는 물리적 환경의 레이아웃을 천천히 변화시키는 지질학적 과정(종분화의 주요 원인 중 하나로 의심됨)과 환경을 훨씬 빠르게 변화시키고 많은 생물종의 멸종을 초래할 수 있는 토지 전환과 같은 인간 활동이 포함된다. 보다 구체적으로, 서식지 단편화는 크고 인접한 서식지가 더 작고 고립된 서식지 조각으로 나뉘게 되는 과정이다.

## 정의
서식지 단편화라는 용어에는 다섯 가지 개별 현상이 포함된다.
- 서식지 전체 면적 감소
- 내부의 감소 : 주변 비율
- 하나의 서식지 조각을 다른 서식지 영역으로부터 격리
- 하나의 서식지 패치(patch)를 여러 개의 작은 패치로 나눈다.
- 각 서식지 패치의 평균 크기 감소

## 같이 보기
- 유전자풀
- 생태통로
- 서식지 파괴
- 경관생태학
- 로드킬
- 생태통로
- 야생동물 이동 통로